# منية كاري
منية كاري هي لاعبة ألعاب قوى تونسية وُلدت في 14 أبريل 1971 في مدينة بازل بسويسرا، وتخصصت في سباقات المضمار والميدان وبالتحديد في رياضة رمي القرص، وهي صاحبة الرقم القياسي الأفريقي الحالي في اللعبة برمية بلغت مسافة 61.74 مترًا.

## المشاركات والميداليات
شاركت منية كاري في دورة ألعاب البحر المتوسط عام 1993 والتي أقيمت في مدينة ناربون بفرنسا، ووحصلت فيها على الميدالية البرونزية في منافسات رمي القرص للسيدات بعدما حققت رمية لمسافة 55.38 مترًا، ثُم شاركت في نفس العام في بطولة العالم لألعاب القوى 1993، والتي أقيمت في مدينة شتوتغارت بألمانيا، واحتلت المركز الحادي والعشرين في البطولة في منافسات رمي القرص للسيدات. وفي عام 1995 شاركت منية كاري في بطولة الألعاب الأفريقية التي أقيمت في مدينة هراري بزيمبابوي، وحصلت على الميدالية الذهبية في منافسات القرص للسيدات بعدما حققت رمية وصلت لمسافة 54.26 مترًا. ويوضح الجدول التالي أهم المُسابقات والبطولات التي شاركت فيها منية كاري، وأبرز الميداليات والألقاب التي حققتها في البطولات والمسابقات المختلفة:
| العام | المسابقة                              | المكان                              | المنافسات | الترتيب/الميدالية                | ملاحظات                    |
| ----- | ------------------------------------- | ----------------------------------- | --------- | -------------------------------- | -------------------------- |
| 1993  | ألعاب البحر المتوسط                   | لنكدوك-روسيون، فرنسا                | رمي القرص | المركز الثالث (ميدالية برونزية)  | حققت رمية لمسافة 55.38 متر |
| 1993  | بطولة العالم لألعاب القوى             | شتوتغارت بألمانيا                   | رمي القرص | المركز الحادي والعشرين           | حققت رمية لمسافة 51.26 متر |
| 1994  | بطولة الألعاب الفرانكوفونية 1994      | فرنسا                               | رمي القرص | المركز الخامس                    | حققت رمية لمسافة 53.58 متر |
| 1995  | بطولة الألعاب الأفريقية               | هراري، زيمبابوي                     | رمي القرص | المركز الأول (الميدالية الذهبية) | حققت رمية لمسافة 54.26 متر |
| 1996  | بطولة إفريقيا لألعاب القوى 1996       | ياوندي، الكاميرون                   | رمي القرص | المركز الأول (الميدالية الذهبية) | حققت رمية لمسافة 53.00 متر |
| 1996  | بطولة الألعاب الأولمبية الصيفية 1996  | أطلانطا، الولايات المتحدة الأمريكية | رمي القرص | المركز الثامن والعشرين           | حققت رمية لمسافة 58.02 متر |
| 1997  | بطولة ألعاب البحر الأبيض المتوسط 1997 | باري، إيطاليا                       | رمي القرص | المركز الخامس                    | حققت رمية لمسافة 59.10 متر |
| 1999  | بطولة الألعاب الإفريقية 1999          | جوهانسبرغ، جنوب إفريقيا             | رمي القرص | المركز الأول (الميدالية الذهبية) | حققت رمية لمسافة 57.22 متر |
| 2000  | بطولة إفريقيا لألعاب القوى 2000       | الجزائر، الجزائر                    | رمي القرص | المركز الأول (الميدالية الذهبية) | حققت رمية لمسافة 58.46 متر |
| 2000  | بطولة الألعاب الأولمبية الصيفية 2000  | سيدني، أستراليا                     | رمي القرص | المركز الثالث والعشرين           | حققت رمية لمسافة 56.32 متر |
| 2001  | بطولة الألعاب الفرانكوفونية 2001      | أوتاوا، كندا                        | رمي القرص | المركز الرابع                    | حققت رمية لمسافة 51.71 متر |
| 2001  | بطولة ألعاب البحر الأبيض المتوسط 2001 | رادس، تونس                          | رمي القرص | المركز الثالث (ميدالية برونزية)  | حققت رمية لمسافة 56.44 متر |
| 2002  | بطولة إفريقيا لألعاب القوى 2002       | رادس، تونس                          | رمي القرص | المركز الأول (الميدالية الذهبية) | حققت رمية لمسافة 55.28 متر |
| 2002  | كأس العالم لألعاب القوى 2002          | مدريد، إسبانيا                      | رمي القرص | المركز السابع                    | حققت رمية لمسافة 56.16 متر |
| 2004  | دورة الألعاب العربية 2004             | الجزائر، الجزائر                    | رمي القرص | المركز الأول (الميدالية الذهبية) | حققت رمية لمسافة 54.68 متر |
| 2007  | بطولة الألعاب الإفريقية 2007          | الجزائر، الجزائر                    | رمي القرص | المركز الثاني (الميدالية الفضية) | حققت رمية لمسافة 55.15 متر |
| 2007  | دورة الألعاب العربية 2007             | القاهرة، مصر                        | رمي الجلة | المركز الثالث (ميدالية برونزية)  | حققت رمية لمسافة 12.58 متر |
| 2007  | دورة الألعاب العربية 2007             | القاهرة، مصر                        | رمي القرص | المركز الأول (الميدالية الذهبية) | حققت رمية لمسافة 52.79 متر |
| 2009  | ألعاب البحر الأبيض المتوسط 2009       | بيسكارا، إيطاليا                    | رمي القرص | المركز السادس                    | حققت رمية لمسافة 53.60 متر |